# Josef Sobotka (fotbalista)
Josef Sobotka (* 10. ledna 1936 Moravský Krumlov) je bývalý český fotbalový obránce a hokejový útočník.

## Hráčská kariéra
V československé lize hrál za Spartak KPS Brno při jeho jediné historické účasti mezi elitou (viz tento přehled).

### Evropské poháry
V evropských pohárech odehrál oba zápasy „Královopolské“ ve Veletržním poháru (předchůdce Poháru UEFA) v ročníku 1961/62. Proti výběru Lipska (Leipzig XI) nastoupil jak v brněnském utkání na královopolském stadionu (nerozhodně 2:2, 27. září 1961), tak v lipské odvetě na Zentralstadionu (prohra 1:4, 4. října 1961).

### Prvoligová bilance
| Ročník          | Zápasy | Góly | Minuty | Klub                |
| --------------- | ------ | ---- | ------ | ------------------- |
| I. liga 1961/62 | 22     | 0    |        | TJ Spartak KPS Brno |